# Jesús Humberto Velázquez Garay
Jesús Humberto Velázquez Garay (* 16. Mai 1940 in Culiacán; † 22. Juni 2013) war Bischof von Celaya.

## Leben
Jesús Humberto Velázquez Garay empfing am 12. März 1964 die Priesterweihe für das Bistum Culiacán.
Papst Johannes Paul II. ernannte ihn am 10. Februar 1983 zum Weihbischof in Culiacán und Titularbischof von Belesasa. Der Apostolische Delegat in Mexiko, Girolamo Prigione, spendete ihm am 4. Mai desselben Jahres die Bischofsweihe; Mitkonsekratoren waren Luis Rojas Mena, Bischof von Culiacán, und Alfonso Humberto Robles Cota, Bischof von Tepic. 
Am 28. April 1988 wurde er zum Bischof von Celaya ernannt. Am 26. Juli 2003 nahm Papst Johannes Paul II. sein Rücktrittsgesuch aus gesundheitlichen Gründen an.